# Arsbok-Vuosikirja. Societas Scientiarum Fennica
Arsbok-Vuosikirja. Societas Scientiarum Fennica (abreviado Arsbok-Vuosik. Soc. Sci. Fenn.) es una revista ilustrada con descripciones botánicas que comenzó su publicación en Finlandia en el año 1922.